# Duży szwajcarski pies pasterski
Duży szwajcarski pies pasterski – jedna z ras psów należąca do grupy psów w typie pinczera i sznaucera, molosowatych, psów szwajcarskich pasterskich i ras innych. Zaklasyfikowana do sekcji szwajcarskich psów pasterskich. Nie podlega próbom pracy.

## Rys historyczny
Jest to potomek dawnych wiejskich psów, które były wykorzystywane przez przydrożnych handlarzy do ciągnięcia wózków. Często spełniały również role psów zaganiających i podwórzowych w gospodarstwach rolników, masarzy i rzeźników. Na wystawie psów w 1908 roku w miejscowości Lagenthal, profesorowi Albertowi Heim zostały pokazane psy określane mianem "krótkowłosych berneńskich psów pasterskich". Profesor Heim uznał te psy za odrębną rasę, którą nazwał dużymi szwajcarskimi psami pasterskimi i przyczynił się do ich popularyzacji. Podczas II wojny światowej duży szwajcarski pies pasterski używany był jako pies meldunkowy i pociągowy ze względu na jego wrodzone do tego predyspozycje. 

## Wygląd

### Szata i umaszczenie
- Szata trójbarwna, tzw.tricolor - z przewagą czarnego na grzbiecie (płaszcz). Kończyny są podpalane, a pierś oraz kufa białe.
- Włos twardy i gęsty, zwarty i nie " sypiący się ".

## Zachowanie i charakter
Są to przyjacielskie psy o łagodnym charakterze. Zawsze skory do zabawy, ale i zrównoważony. Wobec dzieci jest delikatny i nie jest bojaźliwy.

## Użytkowość
Obecnie psy te zyskują na popularności będąc hodowane jako psy rodzinne. Cierpliwy pies towarzyszący, nadający się również na psa ratowniczego. Wykorzystywany jako stróż i pies pasterski.

## Zdrowie i pielęgnacja
Duży szwajcarski pies pasterski wymaga odpowiedniego pokarmu, bogatego w minerały. Dzięki temu może uniknąć wielu typowych schorzeń, właściwych dużym rasom. Ze względu na predyspozycje do skrętu kiszek powinien jadać regularnie. Może cierpieć podobnie jak inne duże psy na dysplazję stawów biodrowego oraz łokciowego.

## Popularność
Duży Szwajcarski Pies Pasterski nie jest zbyt popularny w Polsce. 
Na dużych wystawach psów rasowych pojawia się maksimum kilkanaście osobników. W ostatnich latach wzrosła liczba hodowli psów tej rasy.